# Rybník Rebeka
Rybník Rebeka je rybník o rozloze vodní plochy 0,8 ha vybudovaný ke konci 16. století. Rybník se nalézá asi 150 m východně od zámku Bystré. Rybník byl pojmenován po hraběnce Marii Rebece z Harrachu - manželce majitele zdejšího panství hraběte Františka Xavera z Harrachu.
Rybník je využíván pro chov ryb.

## Galerie

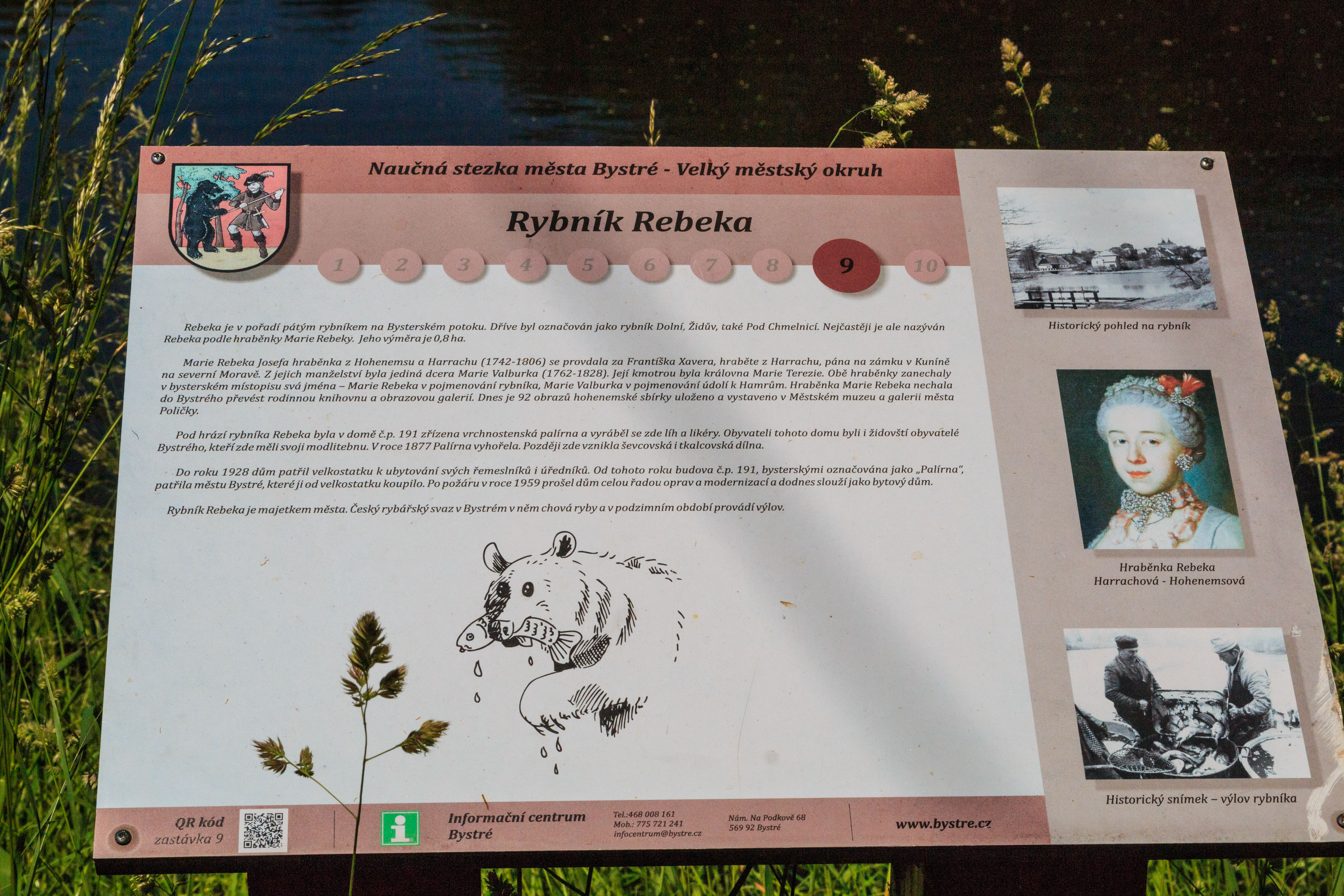
Rybník Rebeka v Bystrém - infotabule NS
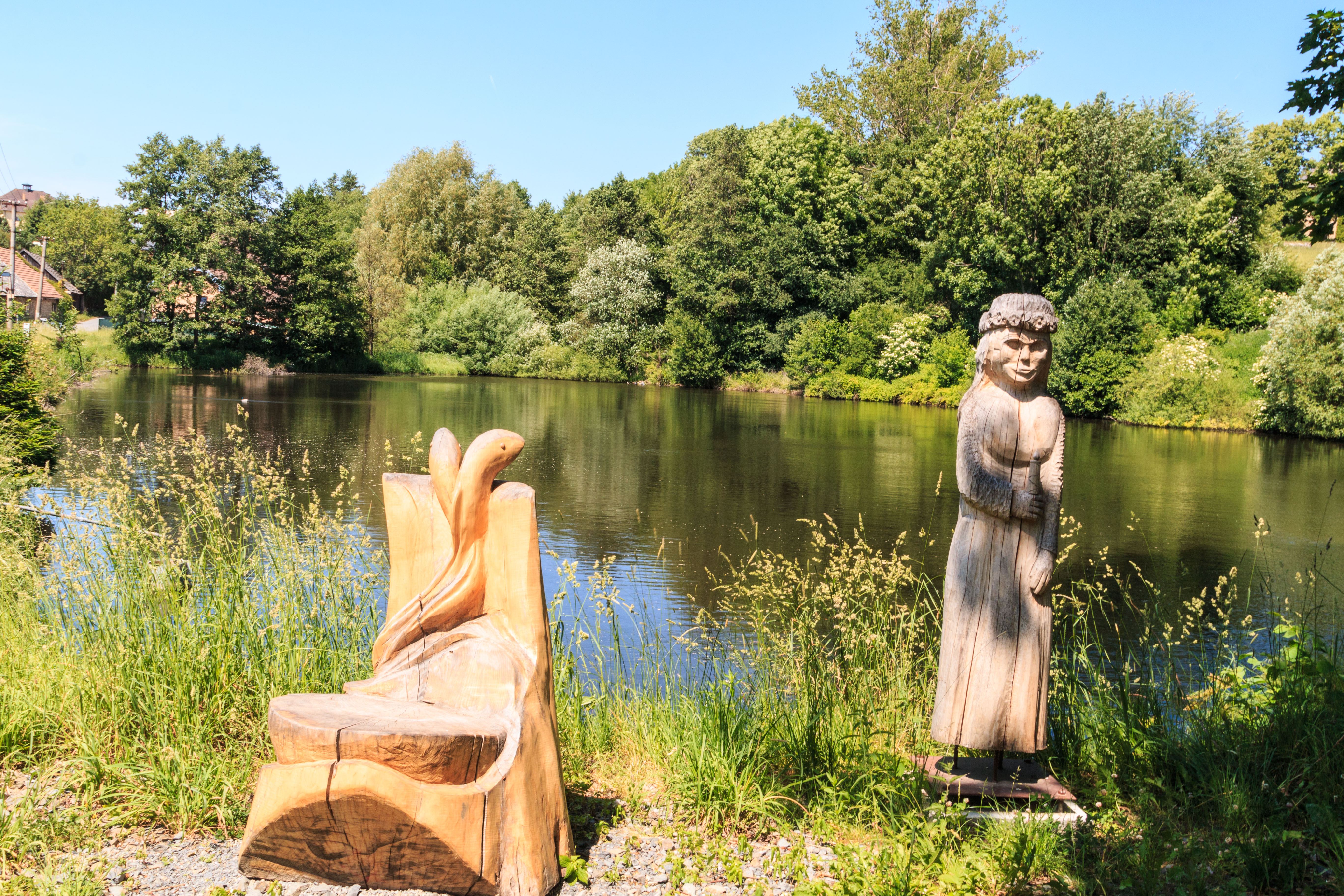
Rybník Rebeka v Bystrém